# Aloys Lehnert
Andreas Aloys Lehnert (* 7. August 1888 in Diefflen, heute Dillingen/Saar; † 13. Juni 1976 in Dillingen/Saar) war ein deutscher Gymnasiallehrer und saarländischer Landesgeschichtler.

## Leben
Aloys Lehnert wurde als Sohn des aus Piesbach stammenden Bergmannes Johann Lehnert (1848–1900) und dessen Dieffler Frau Anna Scherer (1855–?, Tochter des Dieffler Bürgermeisters von 1880 bis 1886, Peter Scherer-Marx) geboren. Die junge Familie lebte zunächst in Piesbach und zog etwa 1882/1883 nach Diefflen in ein Bauernhaus auf der Schnurr (heutiges Gelände des Dr. Aloys-Lehnert-Weges) um. Aloys Lehnert war das fünfte Kinder der beiden Eheleute (1. Maria (1879), 2. Elisabet (1882), 3. Ottilie (1883), 4. Johann Peter (1886), 6. Anna (1896)). Lehnerts Vater Johann litt an starken Depressionen und wurde von seinen Kindern am 1. Februar 1900 erhängt in der Scheune des Hauses auf der Schnurr aufgefunden.
Nach der Volksschule in Diefflen besuchte Aloys Lehnert zunächst das Gymnasium in Trier und anschließend das Ludwigsgymnasium in Saarbrücken, wo er das Abitur ablegte. Danach studierte er deutsche und romanische Philologie, Geographie und Geschichte in Bonn, Berlin und Paris. Im Jahr 1915 schloss er seine Studien mit dem Staatsexamen für den höheren Schuldienst in Bonn ab. 
Im direkten Anschluss daran wurde er im Ersten Weltkrieg zum Militär eingezogen und geriet im Jahr 1916 in Kriegsgefangenschaft, aus der er im Jahr 1919 entlassen wurde.
Im Jahr 1919 nahm er eine Lehrtätigkeit am Gymnasium Dillingen auf. Lehnert gehörte bis zu seiner Pensionierung im Jahr 1953 als Oberstudienrat dem Dillinger Gymnasialkollegium an.: S. 73 Der Junglehrer promovierte am 21. Dezember 1922 zum Dr. phil. an der Rheinischen Friedrich-Wilhelms-Universität in Bonn.
An seinem neuen Tätigkeitsort Dillingen übernahm Lehnert im Jahr 1924 die Leitung des Theater- und Vortragringes. Seit den 1920er Jahren arbeitete er am Rheinischen Wörterbuch mit, das die in den Rheinlanden und im Raum Mosel und Saar gesprochenen Dialekte dokumentierte. In den Jahren 1925–1935 war er Leiter der Laienbühne in Dillingen. Analog zum Rheinischen Wörterbuch gab er im Jahr 1932 ein saarländisches Wörterbuch heraus. Am 30. August 1933 beantragte er die Aufnahme in die NSDAP und wurde rückwirkend zum 1. August desselben Jahres aufgenommen (Mitgliedsnummer 2.689.228).
Wegen der Parteimitgliedschaft wurde Lehnert bei der Neubesetzung des Schulleiterpostens des Dillinger Gymnasium im Jahr 1945 nicht berücksichtigt. Stattdessen wurde sein politisch unbelasteter älterer Bruder Johann Peter Lehnert (1896–1974), der seit dem Jahr 1915 am Dillinger Gymnasium gearbeitet hatte, bis zu seinem Ruhestand im Jahr 1951 Oberstudiendirektor der Anstalt. Nachfolger im Amt wurde von 1951 bis 1957 Franz-Josef Röder.: S. 67
Anlässlich der Erhebung Dillingens zur Stadt durch den saarländischen Ministerpräsidenten Johannes Hoffmann im Jahr 1949 fungierte Lehnert als Vorsitzender des Schriftausschusses und verfasste diesbezüglich eine erste Geschichte Dillingens. Ebenso verfasste er eine Dillinger Schulchronik anlässlich des Jubiläums des Dillinger Gymnasiums im Jahr 1953.
Lehnert war in den Jahren 1950–1968 Mitglied im Vorstand des im Jahr 1839 gegründeten Historischen Vereins für die Saargegend. Darüber hinaus war er im Jahr 1951 einer der Gründungsmitglieder der Kommission für Saarländische Landesgeschichte und Volksforschung. Die Kommission war mit dem Auftrag ins Leben gerufen worden, die Erforschung von Geschichte und Volkskunde des Saarlandes wissenschaftlich voranzubringen.
Lehnert veröffentlichte zahlreiche Publikationen zur saarländischen Landesgeschichte und zum moselfränkischen Dialekt sowie in Zusammenarbeit mit seiner Schwester Elisabeth Lehnert didaktische Lehrwerke zur Germanistik.
Ende 1968 schloss er eine umfangreiche Ortschronik der Stadt Dillingen/Saar ab, an der er jahrelang gearbeitet hatte. Am 16. Juni 1976 wurde er auf dem Dillinger Friedhof St. Johann begraben. Aloys Lehnert war verheiratet und hatte einen Sohn und eine Tochter.

## Auszeichnungen
Für seine zahlreichen kulturellen und wissenschaftlichen Tätigkeiten wurde Aloys Lehnert am 10. August 1960 mit dem Bundesverdienstkreuz Erster Klasse ausgezeichnet. Im Jahr 1968 erhielt er am 12. September die goldene Ehrenplakette der Stadt Dillingen für besondere Verdienste. Ebenfalls 1968 wurde ihm die Ehrenbürgerschaft Dillingens verliehen. Im März 1969 wurde er Ehrenmitglied des Historischen Vereins für die Saargegend. Nach ihm ist der Dr.-Aloys-Lehnert-Weg im Ortsteil Diefflen seiner Heimatgemeinde benannt.

## Werke
- Geschichte der Stadt Dillingen, Dillingen/Saar 1971
- Von saarländischem Volkshumor und Volkswitz, Saarbrücken 1965.
- Kätt, hall et Maul!, mit Johann Augustin, Saarlautern 1939.
- Deutsche Sprache, sprudle hell!, Saarlautern 1938
- Deutsches Sprachübungsbuch für die Volksschulen, mit Elisabeth Lehnert, Saarlautern 1936
- Wörterbuch der saarländischen Mundarten, mit Elisabeth Lehnert, Saarlouis 1932.
- Studien zur Dialektgeographie des Kreises Saarlouis, Bonn 1926.
- Deutsches Sprachbüchlein für die Hand der Schüler, mit Elisabeth Lehnert, Saarlouis 1929/30.
- Neuzeitliche Aufsatzdiktate, mit Elisabeth Lehnert, Saarlouis 1932/35.
- Neuzeitliche freie Nachschriften, mit Elisabeth Lehnert, Saarlautern 1939/42.